# Adorazione del Bambino di Camaldoli
L'Adorazione del Bambino di Camaldoli è un dipinto a tempera su tavola (140x130 cm) del pittore Filippo Lippi, datato 1463 e conservato nella Galleria degli Uffizi a Firenze.

## Storia
La pala venne commissionata, secondo Vasari, da Lucrezia Tornabuoni per una cella del monastero di Camaldoli, fatto ricostruire da suo marito Piero nel 1463. L'opera è agli Uffizi dal 1919.
L'opera prima dell'identificazione, proposta per la prima volta da Pudelko, era stata ritenuta un lavoro giovanile del Lippi, per i richiami allo stile di Beato Angelico. Ma tali influssi vennero poi collegati da Berenson alla fase più matura del pittore, ribaltando la cronologia tradizionale delle opere.
L'ultimo restauro risale al 2007; è stato eseguito dal restauratore Daniele Rossi che intervenne l'anno prima sulla Lippina.

## Descrizione e stile
Su uno sfondo piatto e ricchissimo di elementi naturali, Maria, sulla sinistra, accudisce in preghiera il Bambino Gesù disteso sull'erba al centro della scena.
Sopra Gesù discende lo Spirito Santo raffigurato da una Colomba bianca da cui si dipartono raggi di luce dorata, chiaramente inviata dalle grandi mani aperte di Dio, dipinte nella parte più alta del dipinto, accanto alle quali sono raffigurati due angeli inginocchiati.
L'intera composizione è una rappresentazione del dogma cristiano della Trinità.
Sulla destra compaiono due santi: il primo è un adolescenziale Giovanni Battista, dalla tunica logora e l'esile e semplice pastorale in legno tipico dell'iconografia del santo, mentre il secondo è un anziano monaco: San Romualdo, fondatore dell'eremo di Camaldoli, destinazione dell'opera.